# Antonio Michele Coppi
Antonio Michele Coppi (Turi, 21 ottobre 1948 – Turi, 5 luglio 2024) è stato un politico italiano.